# Eye of the Devil
Eye of the Devil es una película inglesa de suspense y terror sobrenatural de 1966 dirigida por J. Lee Thompson y protagonizada por David Niven y Deborah Kerr. El filme está basado en la novela Day of the Arrow, escrita por Robin Estridge.

## Sinopsis
Philippe (David Niven), dueño de un importante viñedo, es llamado de regreso al castillo familiar cuando la cosecha deja de ser próspera. Acompañado por su esposa Catherine (Deborah Kerr) y sus dos hijos, Philippe confronta nada más llegar a la hermosa hechicera Odile de Caray (Sharon Tate) y a su hermano Christian (David Hemmings), quienes viven en las cercanías. A medida que pase el tiempo, Catherine será testigo de unos extraños sucesos que la llevarán a descubrir la horrible maldición que pesa sobre los miembros varones de la familia.

## Reparto
- David Niven - Philippe
- Deborah Kerr - Catherine
- Flora Robson - Condesa Estel
- Donald Pleasence - Padre Dominic
- David Hemmings - Christian de Caray
- Sharon Tate - Odile de Caray
- Edward Mulhare - Jean-Claude
- Emlyn Williams - Alain

## Producción

### Equipo técnico y reparto

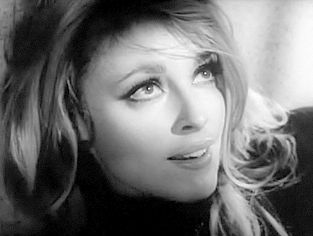
Sharon Tate en un fotograma del tráiler de la película

The Day of the Arrow fue publicada en 1964, con The New York Times alabándola por el hecho de relatar la historia desde un punto de vista masculino, aunque reconociendo también que el final no sorprendería a nadie que hubiese leído anteriormente The Golden Bough. Los derechos del libro fueron adquiridos por Martin Ransohoff, de Filmways, quien tenía un contrato de varias películas con la Metro-Goldwyn-Mayer. El guion fue escrito por Robin Estridge, autor de la novela, mientras que Terry Southern colaboró en el mismo sin acreditar realizando pequeños ajustes.
Kim Novak iba a interpretar el papel principal en virtud de un acuerdo firmado por la actriz en 1961 para participar en tres películas de Ransohoff, siendo David Niven el coprotagonista y anunciándose en 1964 la participación de James Coburn en el filme. Por otro lado, esta fue la primera película de Sharon Tate, quien había sido descubierta por Ransohoff cuando la joven acudió a una audición para la serie de televisión Petticoat Junction; el productor se sintió impresionado y firmó con ella un contrato de siete años, con Tate estudiando e interpretando pequeños papeles a expensas de Ransohoff antes de hacer su debut en el filme. En palabras del productor: «Todo el mundo debería hacer un esfuerzo por mostrar un nuevo rostro en todo gran proyecto». Al ser preguntada acerca de cómo era actuar con un elenco tan distinguido, Tate respondió: «Por supuesto que estaba nerviosa pero me sentía halagada en vez de intimidada porque todos me tranquilizaron. Son profesionales. No ves su técnica pero cuando estás rodeada de los mejores sale lo mejor de tí». Para promocionar a Tate, Ransohoff rodó el documental All Eyes on Sharon Tate (1967) a la vez que filmaba Eye of the Devil. En él, el director J. Lee Thompson expresó sus dudas iniciales respecto al potencial de la actriz: «Incluso estuvimos de acuerdo en que si tras las dos primeras semanas Sharon no lo estaba logrando, la volveríamos a poner en reserva», reconociendo posteriormente que la actriz resultaba «tremendamente estimulante».
El director original de la cinta era Sidney J. Furie, quien había firmado un acuerdo de tres películas con Ransohoff. En agosto de 1965, poco antes del inicio del rodaje, Furie fue reemplazado por Michael Anderson. No obstante, Anderson fue sustituido por Thompson tras caer enfermo, cambiándose el título de la película a 13 poco antes de que empezase la filmación.

### Rodaje
El rodaje, el cual tuvo lugar en el Château de Hautefort, en Francia, así como en Inglaterra, empezó el 13 de septiembre de 1965. En noviembre, a tan solo dos semanas de terminar la filmación, Novak se lesionó en la espalda; mientras rodaba una secuencia importante, la actriz cayó del caballo que estaba montando, por lo que se suspendió la filmación mientras Novak buscaba tratamiento. La actriz intentó reincorporarse al rodaje dos semanas después, pero tras solo un día de trabajo se sintió tan agotada que fue incapaz de continuar, aunque su esposo Richard Johnson declaró que no se habían producido daños de carácter permanente en la espalda de Novak: «No es algo que la perturbe para el resto de su vida. Eventualmente se recuperará. Va a llevar tiempo y no será una tarea fácil» (posteriormente, Novak afirmaría que la lesión había consistido en la rotura de una vértebra). Ante el abandono de la actriz, David Niven declaró: «Es trágico, pero sin Kim o una sustituta, no podemos seguir. La persona por la que más lo siento es el director J. Lee Thompson. Ha puesto todo en esta película».
Novak fue finalmente reemplazada por Deborah Kerr. Como resultado, muchas escenas tuvieron que ser rodadas de nuevo, apareciendo Novak únicamente en algunas secuencias en las que el personaje no es claramente visible. No obstante, David Hemmings, quien al parecer mantuvo un romance con Novak durante la filmación, menciona en su autobiografía haber sido testigo de una fuerte discusión entre la actriz y Ransohoff cerca del final del rodaje la cual condujo al despido de Novak y a la contratación de Kerr como sustituta, reanudándose la filmación en el mes de diciembre. Por otro lado, con el fin de dotar a los ritos paganos de autenticidad, Alex Sanders, ocultista y wiccano, fue contratado como asesor para el largometraje.
Pese a que el rodaje terminó a comienzos de 1966, la película no fue estrenada en Estados Unidos hasta finales de 1967, mientras que en Reino Unido no sería proyectada en cines hasta la primavera de 1968.

## Recepción
Este filme constituye el debut oficial de la actriz Sharon Tate, siendo anunciada por Ransohoff como su gran descubrimiento, aunque debido a que la tercera película en que participó Tate, Don't Make Waves (1967), fue la primera en ser estrenada en Estados Unidos, se considera a esta última generalmente su auténtico debut cinematográfico. Eye of the Devil atrajo poca atención en su momento y tuvo un impacto mínimo en la carrera de la actriz. Una crítica en The New York Times hizo referencia a la «escalofriantemente hermosa pero inexpresiva» actuación de Tate.
Pese a que la cinta no fue un éxito comercial en Estados Unidos tras su estreno, el filme sí fue popular en Europa, ostentando a día de hoy el estatus de película de culto debido a su temática surrealista y al asesinato de Tate en 1969. El largometraje destaca también por su distinguido reparto, en el cual figuran actores veteranos como Donald Pleasence, Flora Robson, Emlyn Williams, Edward Mulhare y John Le Mesurier.
El filme fue incluido en 1968 en la lista de las tres únicas películas de Ransohoff que no tuvieron éxito financiero, siendo las otras Don't Make Waves y The Loved One (1965).